# Mazda RX-8 Hydrogen RE
 (mai 2019).

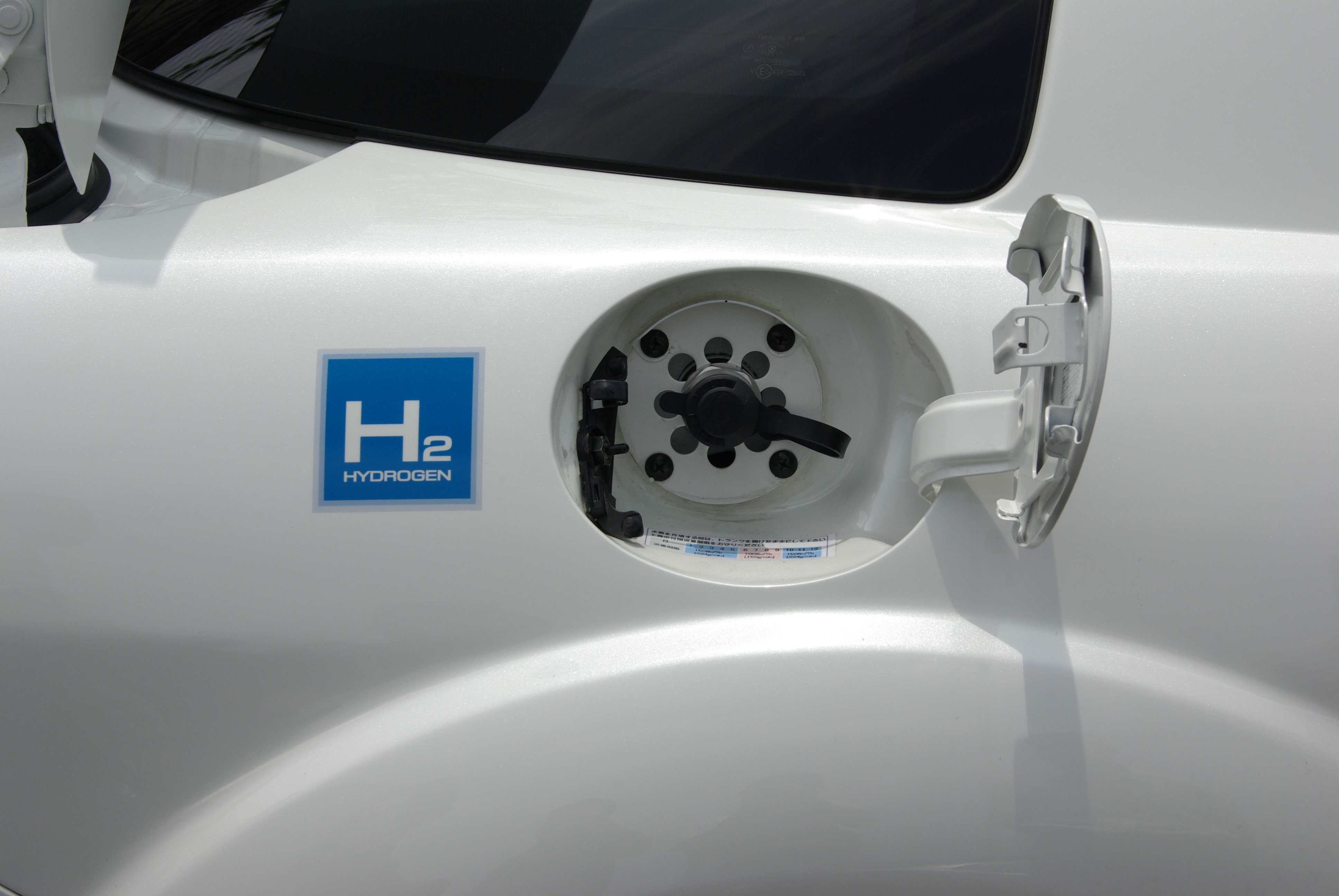
La trape de remplissage du réservoir d'hydrogène

La Mazda RX-8 Hydrogen RE est un concept car du constructeur automobile japonais Mazda présenté en 2003.
Il s'agit d'un prototype, variante du coupé à moteur à piston rotatif RX-8. Sa motorisation dite Renesis est adaptée afin de proposer l'alimentation en essence, en gazole et en hydrogène grâce à des réservoirs spécifiques placés dans le coffre.
Homologuée pour la route en 2004, Mazda annoncera en 2006 qu'une trentaine de RX-8 Hydrogen RE ont été commandées par la Norvège pour son projet HyNor visant à favoriser le développement de l'hydrogène. Plusieurs modèles sont également proposés à la location au Japon.